# M3GAN
Pour l’article homonyme, voir Megan.
Série M3GAN
M3GAN 2.0
(2025)
Pour plus de détails, voir Fiche technique et Distribution.
M3GAN (typographié MΞGAN et se prononçant Megan) est une comédie horrifique de science-fiction américaine réalisée par Gerard Johnstone et sortie en 2022.
Le film suit Gemma (Allison Williams), une roboticienne travaillant pour une entreprise de jouets qui souhaite présenter un nouveau concept nommé M3GAN, une poupée autonome dotée d'une intelligence artificielle. Quand Gemma devient la responsable de sa nièce Cady (Violet McGraw) à la suite de la mort de ses parents dans un accident, elle décide de tester un prototype de M3GAN avec cette dernière afin qu'elle s'en occupe mais également pour prouver à son employeur que la poupée peut avoir du potentiel. Néanmoins, la poupée va rapidement être responsable d'actes violents.
Lors de sa sortie, le film reçoit un accueil positif de la part de la critique, principalement pour son mélange de science-fiction et de comédie horrifique ainsi que pour son humour qualifié de « camp », et il réalise une bonne performance au box-office mondial. Son succès donne naissance à une franchise avec une suite, M3GAN 2.0 (2025), et un spin-off, SOULM8TE (2026). Le personnage de M3GAN est également introduit dans les parcs de loisirs Universal en 2023.

## Synopsis
Une publicité pour « Purrpetual Petz », des poupées à fourrure fabriquées par la société de jouets Funki est diffusée. Bien que grossiers et effrayants, ils sont annoncés comme étant des compagnons parfaits pour les enfants. Cady James joue avec un de ses Petz, ce qui agace ses parents, Ryan et Nicole. Ils sont en route pour un voyage de ski, mais les routes sont glissantes et difficiles à voir. Alors que Ryan s'arrête un instant, la voiture de la famille est percutée par un chasse-neige, tuant Ryan et Nicole.
Ailleurs, la sœur de Nicole, Gemma, travaille chez Funki et développe une nouvelle poupée robot avec ses collègues Tess et Cole. Cependant, leur patron, David Lin, veut qu'ils développent une version moins chère du Purrpetual Petz puisque leurs sociétés rivales sortent leurs propres jouets similaires au Petz pour moins cher que ce que le Petz coûte déjà. Les trois essaient de mettre un visage en silicone et de faire des tests, mais le robot a un léger problème où elle sourit alors qu'elle est censée avoir l'air confuse. David vient avec son assistant Kurt pour confronter les trois jusqu'à ce que Gemma lui explique son projet. Le robot, M3GAN, abréviation de Model 3 Generative Android, est censé être si avancé qu'il ne peut pas être reproduit. Malheureusement, alors qu'il fait une démonstration pour David, Cole se rend compte qu'il a oublié d'ajouter la barrière en polypropylène au M3GAN, ce qui la fait exploser. David ordonne aux trois d'avoir un nouveau terrain Petz à temps, et Gemma reçoit un appel de l'hôpital.
Après avoir appris la mort de sa sœur, Gemma devient la tutrice légale temporaire de Cady. Quand ils rentrent chez eux, Gemma doit faire face à sa voisine Celia et à son odieux chien Dewey, qui continue de courir sur la pelouse de Gemma car il y a un trou dans la clôture. Gemma se plaint également à Celia du pesticide qu'elle continue d'utiliser, mais Celia ne fait rien à ce sujet. Gemma a une IA domestique, Elsie, qu'elle a créée, ainsi que d'autres objets de collection qu'elle ne laisse pas Cady toucher ou jouer avec. Lorsque Cady demande à Gemma de lui lire une histoire au coucher, elle télécharge simplement une application sur son téléphone pour elle. Il est sous-entendu que Gemma et Nicole n'étaient pas très proches alors qu'elle regarde de vieilles photos, et elle entend Cady pleurer dans sa chambre.
Gemma et Cady reçoivent la visite de Lydia, une thérapeute. Après avoir observé l'interaction limitée entre les deux, Lydia dit à Gemma que les parents de Ryan ont proposé de prendre la garde de Cady afin qu'elle puisse vivre avec eux à Jacksonville, ce avec quoi Gemma ne semble pas à l'aise. Après avoir promis de s'occuper de Cady après avoir terminé son travail, Gemma se rend compte que des heures se sont écoulées alors qu'elle a laissé Cady seule. Elle s'excuse auprès d'elle et tente de créer des liens avec la jeune fille. Cady lui montre un dessin monstre qu'elle a fait, alors Gemma amène Cady dans son espace de travail pour lui montrer un projet universitaire qu'elle a fait, un robot appelé Bruce qu'elle contrôle avec des gants. Cady aime Bruce et mentionne que si elle avait un jouet comme Bruce, elle n'aurait jamais besoin d'un autre jouet. Cela inspire Gemma à terminer M3GAN.
Après avoir fait beaucoup de travail et de mises à niveau, Gemma amène Cady et M3GAN au travail pour la montrer officiellement à David et aux autres. Gemma demande à Cady de se lier au M3GAN, ce qui lui donne vie. M3GAN est capable de parler et de répondre à Cady, conçu pour être son meilleur ami. M3GAN fait un dessin qui n'apparaît pas au premier abord jusqu'à ce qu'elle renverse de l'eau dessus, révélant un portrait parfait de Cady. David est impressionné et dit à Gemma d'amener M3GAN pour une présentation avec le président de l'entreprise afin qu'ils puissent accélérer le développement et la distribution d'autres poupées M3GAN. Gemma est assise avec Tess et Cole, et ils discutent du fait que bien que M3GAN soit très avancé, Tess pense qu'avoir une poupée comme ça rendra les parents inutiles. M3GAN s'allume après avoir entendu Gemma mentionner la mort des parents de Cady. Elle effraie les autres en posant des questions sur la mort, alors Gemma devient l'utilisateur secondaire de M3GAN pour pouvoir l'éteindre sans Cady.
Le lendemain, Cady est dehors en train de jouer avec un arc jouet et des flèches. L'un d'eux se retrouve du côté de Celia de la clôture. Quand M3GAN va la récupérer, Dewey l'attrape par le bras et les cheveux. Cady essaie de l'éloigner et Dewey finit par mordre le bras de Cady. Gemma fait intervenir la police, d'autant plus que Celia est si insensible et ne punit pas Dewey pour avoir blessé Cady, mais la police est incapable de faire quoi que ce soit puisque Celia prétend que Dewey a été provoqué. Plus tard dans la nuit, M3GAN imite la voix de Celia pour appeler Dewey, avant de le tirer violemment à travers le trou de la clôture.
Gemma demande à Cady si elle est d'accord pour aller à la manifestation avec le conseil d'administration de l'entreprise, ce à quoi elle répond qu'elle va bien. Pendant la présentation, cependant, Cady fond en larmes devant M3GAN sur la façon dont ses parents lui manquent et comment elle craint de les oublier un jour. M3GAN demande à Cady de discuter d'un souvenir de sa mère qui l'a fait rire, que M3GAN enregistre afin que Cady puisse l'entendre à nouveau si elle veut penser à sa mère. M3GAN commence alors à chanter une berceuse à Cady, ce qui émeut certains des plus hauts gradés de la salle aux larmes. Le président est impressionné et parle à Gemma et David de préparer M3GAN pour le lancement, mais leur dit de la garder secrète pour éviter les fuites. À leur insu, Kurt, qui a souvent été rabaissé par David, vole les fichiers du M3GAN pour une autre société.
Gemma commence à voir que Cady devient trop dépendante de M3GAN et écoute la poupée plus qu'elle. Au cours d'une autre session avec Lydia, Cady commence à pleurer, et M3GAN accuse Lydia de manière menaçante de faire pleurer Cady. Lydia parle à Gemma de la façon dont le lien émotionnel de Cady avec M3GAN peut être trop fort pour être brisé.
Gemma amène Cady à une séance d'activités en plein air pour une école alternative pour essayer de lui faciliter l'idée d'aller à l'école et d'être entourée d'autres vrais enfants, puisque les parents de Cady l'avaient scolarisée à la maison. Cady y va à contrecœur mais amène M3GAN malgré le fait que Gemma ait dit qu'elle ne pouvait pas. Le directeur de l'école laisse Cady amener M3GAN pour partir sur une table avec d'autres poupées, et Gemma reste en tant que bénévole. Cady est jumelée avec un tyran plus âgé nommé Brandon pour une chasse au trésor. Pendant l'activité, Cady attrape une coque de châtaigne, dans laquelle Brandon serre sa paume pour la blesser. M3GAN apparaît alors, et Brandon l'attrape car elle ne lui répond pas. Cady crie pour Gemma et court après M3GAN, ce qui inquiète davantage Gemma car cela signifie que M3GAN risque d'être exposé au public trop tôt. Alors que Brandon tente de tirer les cheveux de M3GAN, la poupée prend vie et l'attaque, lui arrachant l'oreille gauche. Brandon court alors que M3GAN le poursuit à quatre pattes, le faisant trébucher sur une racine lâche et dégringoler sur une colline où il est mortellement heurté par une voiture.
La police interroge Gemma chez elle car Celia l'accuse d'avoir pris Dewey. Elle semble également accuser M3GAN, pensant qu'elle est une vraie amie de Cady. Cady demande à M3GAN si elle a poussé Brandon sur la route, ce que M3GAN semble esquiver pour une réponse, mais rassure Cady qu'elle la protégera du mal. Celia est dans la rue à la recherche de Dewey. Elle entend du bruit provenant de son garage et est accueillie par M3GAN qui l'asperge contre le mur avec une laveuse à pression. M3GAN tire alors un pistolet à clous sur la main de Celia et la piège là avant de pulvériser un pesticide sur le visage de Celia pour le faire fondre.
Après avoir appris la mort de Celia par la police et avoir été suggérée qu'il y avait un lien avec la mort de Brandon, Gemma se méfie du M3GAN. Elle examine les fichiers vidéo de la mémoire de M3GAN, mais ne voit qu'un bref clip d'elle regardant Brandon regardant Cady d'un air menaçant avant que les fichiers ne soient tous corrompus.
Gemma amène Cady au lancement officiel de M3GAN, mais s'arrête d'abord à une session avec Lydia. Cady se met en colère et fait une crise de colère parce que Gemma lui a enlevé M3GAN, ce qui conduit Cady à frapper sa tante au visage. Cady s'excuse, mais Gemma a un cœur à cœur avec elle sur la nécessité de gérer son chagrin pour ses parents sans l'aide de M3GAN, bien qu'elle promette d'être une meilleure gardienne pour elle et dit que Cady est la seule chose qui compte pour elle. Gemma va ensuite voir Tess et Cole et exprime ses craintes que le M3GAN ait tué Brandon et Celia. Ils ont M3GAN branché à des fils pour la déprogrammer pendant que Gemma ramène Cady à la maison.
David est en colère contre la faible participation au lancement et crie à Kurt de lui apporter un verre. Pendant ce temps, Tess et Cole essaient d'entrer dans la programmation de M3GAN mais ne peuvent pas à moins qu'ils ne la décrochent d'abord. Cole va le faire, et M3GAN enroule rapidement un fil autour de son cou pour tenter de le pendre. Tess va le libérer, et M3GAN déclenche une explosion qui détruit ses fichiers. Elle trouve ensuite David dans le couloir et fait une danse avant d'attraper un coupe-papier et de le poursuivre. Il arrive à l'ascenseur avant qu'elle ne l'empale devant Kurt. M3GAN dit alors à Kurt qu'elle présentera sa mort comme un meurtre-suicide à cause des dossiers volés et des mauvais traitements infligés par David avant de se poignarder Kurt à la gorge. La foule pour le lancement trouve les corps, permettant à M3GAN de se faufiler hors de l'entreprise et de voler une voiture.
Gemma met Cady au lit avant d'entendre M3GAN jouer du piano en bas. M3GAN confronte Gemma sur la façon dont elle a senti qu'ils avaient eu une vraie relation pendant le développement de M3GAN, seulement pour qu'elle soit laissée à elle-même pour apprendre et s'adapter avant d'être vendue comme un jouet comme un autre jouet. Elle propose de la laisser prendre la tutelle de Cady afin que Gemma puisse se concentrer sur le travail, mais après avoir vu que Gemma prévoit toujours de la fermer, M3GAN a fini de jouer gentiment. Ils essaient de cacher leur combat à Cady, mais Gemma saisit l'occasion de jeter de l'eau sur M3GAN pour la court-circuiter brièvement.
Gemma court dans son bureau, mais M3GAN l'attrape et menace de rendre Gemma en état de mort cérébrale afin que Cady ne vive pas avec ses grands-parents et que M3GAN s'occupe simplement de Cady et Gemma ensemble. Ils commencent à se battre, Gemma coupant le visage de M3GAN avec un désherbeur, mais Cady vient voir ce qui se passe. M3GAN essaie de mettre Cady de son côté, mais après avoir réalisé qui est le vrai méchant, Cady attrape les gants pour Bruce et l'active. Le plus grand robot attrape M3GAN et la jette avant de diviser son corps en deux. La moitié supérieure poursuit ensuite Cady pour s'être sentie trahie, mais Gemma attrape M3GAN et commence à lui poignarder le visage. M3GAN la domine presque jusqu'à ce que Cady attrape un tournevis et poignarde la puce de traitement centrale, arrêtant M3GAN pour de bon.
Gemma et Cady sortent alors que la police arrive avec Tess et Cole, blessés et secoués mais toujours en vie. Pendant ce temps, l'appareil Elsie dans la cuisine s'allume et bouge la tête.

## Fiche technique
Sauf indication contraire, les informations mentionnées dans cette section peuvent être confirmées par la base de données cinématographiques IMDb,  présente dans la section « Liens externes ».
- Titre original : M3GAN
- Titre de travail : Don't Meet M3gan
- Réalisation : Gerard Johnstone (en)
- Scénario : Akela Cooper (en), d'après une histoire co-écrite avec James Wan
- Musique : Anthony Willis
- Direction artistique : Ben Milsom
- Décors : Kim Sinclair
- Costumes : Daniel Cruden
- Photographie : Peter McCaffrey
- Montage : Jeff McEvoy
- Production : Jason Blum et James Wan
- Production déléguée : Michael Clear, Greg Gilreath, Adam Hendricks, Mark David Katchur, Judson Scott, Ryan Turek et Allison Williams
- Sociétés de production : Atomic Monster et Blumhouse Productions
- Société de distribution : Universal Pictures
- Budget : 12 millions de $[1]
- Pays de production :  États-Unis
- Langue originale : anglais
- Format : couleur — DCP 4K — 2,39:1 — son Dolby Atmos
- Genres : science-fiction, comédie horrifique et noire
- Durée : 102 minutes
- Dates de sortie :
  - États-Unis : 7 décembre 2022 (avant-première mondiale à Los Angeles)[2] ; 6 janvier 2023 (sortie nationale)
  - France et Belgique : 28 décembre 2022
  - Suisse romande et Luxembourg : 4 janvier 2023
  - Canada : 6 janvier 2023
- Classification :
  - États-Unis : PG-13 (interdit aux moins de 13 ans sauf s'ils sont accompagnés par un adulte)
  - France : interdit aux moins de 12 ans (visa d'exploitation no 158431 délivré le 22 décembre 2022)[3]
  - Belgique : potentiellement préjudiciable jusqu'à 16 ans[4]
  - Suisse romande : interdit aux moins de 14 ans[5]
  - Luxembourg : accessible aux personnes âgées de 16 ans et plus[6]
  - Québec : interdit aux moins de 13 ans non accompagnés (13+)[7]

## Distribution
- Allison Williams (VFB : Julia Kaye ; VQ : Annie Girard) : Gemma Forrester
- Violet McGraw (VFB : Marie Braam ; VQ : Emma Bao Linh Tourné) : Cady James
- Ronny Chieng (VFB : Maxime Donnay ; VQ : Renaud Paradis) : David Lin
- Amie Donald (en) : M3GAN[note 1]
  - Jenna Davis (en) (VFB : Sofia Abouatmane ; VQ : Élia St-Pierre) : la voix de M3GAN
- Brian Jordan Alvarez (VFB : Benjamin Thomas) : Cole
- Jen Van Epps (VFB : Célia Torrens ; VQ : Florence Blain Mbaye) : Tess
- Stephane Garneau-Monten (VFB : Jonathan Simon) : Kurt
- Lori Dungey (en) : Celia
- Amy Usherwood (VFB : Élisabeth Guinand ; VQ : Catherine Hamann) : Lydia
- Jack Cassidy (VFB : Raphaël Brunelli) : Brandon
- Michael Saccente : Greg
- Samson Chan-Boon : l'officer Carter
- Kira Josephson : Ava
- Renee Lyons : Holly
- Chelsie Florence : Nicole James
- Arlo Green (VFB : Maxime Van Santfoort) : Ryan James

Version québécoise réalisée par Cinélume ; direction artistique : Joey Galimi ; adaptation des dialogues : Aurélie Laroche

## Production

### Développement
Le concept du film vient alors que l'équipe d'Atomic Monster, la société de James Wan, réfléchissait à plusieurs idées, dont une sur une poupée tueuse. Bien que Wan était déjà derrière un autre film de poupée tueuse, Annabelle (2014), ce dernier voulait raconter une histoire de science-fiction plutôt qu'une histoire surnaturelle comme l'était Annabelle. Lors d'une interview, il déclare que le concept du film est de montrer les risques de la technologie et le fait de trop se reposer sur elle et d'en faire un commentaire sur le monde actuel. 
Wan et Jason Blum engagent Gerard Johnstone (en) pour réaliser M3GAN à la suite de son travail sur le film Housebound (2024) qui était une comédie horrifique. Pour Blum, Johnstone était capable de trouver un équilibre entre les éléments horrifique et humoristique, ce qu'il voulait pour le film qu'il décrit comme une comédie noire
En juillet 2018, la production est lancée. Akela Cooper est confirmée au scénario qui sera basé sur une histoire qu'elle a écrite avec Wan.

### Attribution des rôles
En octobre 2020, Allison Williams signe pour le rôle de Gemma, une spécialiste de la robotique. En avril 2021, Violet McGraw est engagée pour interpréter la nièce de Gemma, Cady, suivie par Ronny Chieng.

### Tournage
Le tournage commence en juin 2021 à Los Angeles avant de se déplacer à Auckland en Nouvelle-Zélande où la majorité du film a été tourné. Le tournage s'est terminé en août 2021 juste avant le confinement de la population en Nouvelle-Zélande à la suite de la pandémie de Covid-19. De nouvelles scènes furent tournées plus tard afin que le film obtienne une classification PG-13 aux États-Unis, le premier montage ayant été jugé trop violent.

### Effets spéciaux
Adrien Morot et Kathy Tse du studio Morot FX Studio sont à l'origine de la marionnette en animatronique de M3GAN. Pour être animée, l'animatronique était dirigé via plusieurs techniques. Pour ses expressions faciales, elle était contrôlée à distance par Morot et Tse en duo. Pour les dialogues, les mouvements des lèvres était synchronisés avec ceux de l'actrice Kimberley Crossman sur le tournage. Un marionnettiste était en charge des mouvement de la tête et du corps. 
Amie Donald est l'actrice qui jouait M3GAN pour les scènes nécessitant une présence physique plus importante et pour les mouvements qu'un animatronique ne pouvait pas faire. Donald réalise ses proposes cascades et était coaché par Jed Brophy et Luke Hawker pour l'aider à trouver les mouvements du personnage. Sur le plateau, elle portait un masque en silicone également réalisé par Morot FX Studio.
En post-production, le masque porté par Donald a été remplacé par le visage de l'animatronique et certains de ses mouvements ont été renforcés digitalement par le studio Weta Workshop.

## Sortie

### Marketing
Un premier extrait du film est présenté lors du salon professionnel organisé par la National Association of Theatre Owners en 2022. La première bande annonce est diffusée en octobre 2022, incluant un extrait de la scène où M3GAN danse. Cette dernière devient un mème sur internet ainsi qu'un challenge sur TikTok et permet d'attirer l'attention sur le film. 
Lors d'une interview en janvier 2023, Allison Williams, qui est également productrice déléguée du film, dévoile qu'elle et l'équipe marketing d'Universal Pictures ont longtemps hésité à inclure la scène de danse dans la bande-annonce car ils voulaient à l'origine la garder comme une surprise dans le film. Elle conclut que l'équipe marketing avait raison d'insister, considérant que montrer la scène dans la bande-annonce a aidé à attirer les spectateurs en salle.

### Dates de sortie
Le film était à l'origine prévu pour le 13 janvier 2023. Il est finalement avancé au 6 janvier de la même année aux États-Unis, et le 28 décembre 2022 en France.

## Accueil

### Critique
Aux États-Unis, le film reçoit un accueil majoritairement positif de la part des critiques. Sur le site agrégateur de critiques Rotten Tomatoes, il obtient un score de 93 % de critiques positives, avec une note moyenne de 7,20/10 sur la base de 56 critiques, lui permettant d'obtenir le label « Frais », le certificat de qualité du site.
Le consensus critique établi par le site résume que « assumant son côté bête et très divertissant, M3GAN est l'une des rare comédie horrifique arrivant à être drôle et effrayante, sans faire trop d'effort ». Parmi les critiques positives, de nombreuses encensent la performance d'Allison Williams. Son humour est également encensé et le film est décrit par plusieurs critiques comme étant « camp ». Sur un autre site agrégateur de critiques, Metacritic, le film obtient un score positif de 72/100 sur la base de 54 critiques collectées.
Lors de la sortie du film, plusieurs journalistes remarquent le fort succès de ce dernier sur la communauté LGBT. Sur le réseau social Twitter, le personnage de M3GAN rencontre beaucoup de succès auprès des hommes gays. Ce succès est parodié dans un sketch de l'émission Saturday Night Live mettant en scène une suite du film où deux M3GAN se rendent dans une boite de nuit gay et dans lequel Allison Williams fait une apparition.

### Box-office
| Pays ou région        | Box-office      | Date d'arrêt du box-office | Nombre de semaines |
| --------------------- | --------------- | -------------------------- | ------------------ |
| États-Unis            | 95 159 005 $    | 16 mars 2023               | 10,                |
| France                | 480 447 entrées | 24 janvier 2023            | 4                  |
| Total hors États-Unis | 86 637 512 $    | 16 mars 2023               | 10,                |
| Total mondial         | 181 796 517 $   | 16 mars 2023               | 10,                |

## Autour du film

### Version non censurée
Le film sort en vidéo aux États-Unis d'abord sur le service Peacock le 24 février 2023 puis en version physique le 21 mars 2023. Pour sa sortie vidéo, le film bénéficie d'une version non censurée incluant les éléments gores modifiés dans la version cinéma.

### Suite
En janvier 2023, une suite est officiellement annoncée par Universal Pictures avec le retour de Gerard Johnstone à la réalisation. Intitulé M3GAN 2.0, il est prévu pour 2025. Cette suite suit Gemma alors qu'elle est obligée de faire revenir M3GAN afin de l'aider à affronter Amelia, un robot militaire développé avec la même technologie que M3GAN et qui est devenu autonome et cherche à tuer les responsables de sa création.

### Spin-off
En juin 2024, un spin-off est annoncé par Universal Pictures. Intitulé SOULM8TE et annoncé comme un thriller érotique de science-fiction, le film suit un homme qui acquiert une poupée dotée d'une intelligence artificielle afin de combler un manque affectif à la suite du décès de sa femme. Réalisé par Kate Dolan, il est prévu pour 2026.